# القطف (السدة)

تعديل مصدري - تعديل

القطف محلة تابعة لقرية الاسلاف، التابعة لعزلة بني العثمانيين بمديرية السدة إحدى مديريات محافظة إب في الجمهورية اليمنية.، بلغ تعداد سكانها 42 حسب تعداد اليمن لعام 2004.